# Blow Out
Blow Out (bra: Um Tiro na Noite; prt: Blow Out - Explosão) é um filme estadunidense de 1981, dos gêneros drama e suspense, escrito e dirigido por Brian De Palma.
O título é uma referência ao filme Blow-Up (1966), de Michelangelo Antonioni, cuja trama envolvia um fotógrafo.

## Sinopse
O filme conta a história de um operador de som de cinema, Jack Terry (John Travolta) que, sem querer, grava o som de um acidente de automóvel, mas, analisando sua própria gravação, resolve reconstituir os acontecimentos, o que o envolve no que parece ser uma terrível conspiração.